# Julie Ditty
Julie Ditty (Atlanta, 4 gennaio 1979 – Ashland, 31 agosto 2021) è stata una tennista statunitense.

## Biografia
Nel corso della sua carriera vinse 2 titoli ITF di singolare e 11 di doppio. Nei tornei del Grande Slam ottenne i suoi migliori risultati raggiungendo il terzo turno nel doppio allo US Open nel 2008. Tennista mancina, la sua migliore posizione nella classifica in singolare fu la numero 89, nel 2008. Si ritirò nel 2011.
È morta per un cancro al seno, nel 2021, all'età di 42 anni.

## Statistiche

### Risultati in progressione
| Sigla | Risultato               |
| ----- | ----------------------- |
| V     | Vincitore               |
| F     | Finalista               |
| SF    | Semifinalista           |
| O     | Oro olimpico            |
| A     | Argento olimpico        |
| SF    | Bronzo olimpico         |
| QF    | Quarti di Finale        |
| 4T    | Quarto turno            |
| 3T    | Terzo turno             |
| 2T    | Secondo turno           |
| 1T    | Primo turno             |
| RR    | Round Robin             |
| LQ    | Turno di qualificazione |
| A     | Assente                 |
| ND    | Non disputato           |

| Legenda superfici    |
| -------------------- |
| Cemento              |
| Terra battuta        |
| Erba                 |
| Superficie variabile |

#### Singolare nei tornei del Grande Slam
| Torneo          | 2004 | 2005 | 2006 | 2007 | 2008 | 2009 | 2010 | 2011 |
| --------------- | ---- | ---- | ---- | ---- | ---- | ---- | ---- | ---- |
| Australian Open | A    | A    | A    | A    | 1T   | A    | A    | A    |
| Open di Francia | A    | A    | A    | A    | 1T   | A    | A    | A    |
| Wimbledon       | A    | A    | A    | A    | 1T   | A    | A    | A    |
| US Open         | A    | A    | A    | A    | A    | A    | A    | A    |

#### Doppio nei tornei del Grande Slam
| Torneo          | 2004 | 2005 | 2006 | 2007 | 2008 | 2009 | 2010 | 2011 |
| --------------- | ---- | ---- | ---- | ---- | ---- | ---- | ---- | ---- |
| Australian Open | A    | A    | A    | A    | A    | 1T   | A    | A    |
| Open di Francia | 1T   | A    | A    | A    | A    | 2T   | A    | A    |
| Wimbledon       | A    | A    | A    | 1T   | A    | 2T   | 1T   | A    |
| US Open         | 1T   | A    | A    | A    | 3T   | 2T   | A    | A    |

#### Doppio misto nei tornei del Grande Slam
Nessuna partecipazione